# Valea Satului (okręg Jassy)
Valea Satului – wieś w Rumunii, w okręgu Jassy, w gminie Grajduri. W 2011 roku liczyła 681 mieszkańców.